# Joan of Arc: Siege & the Sword
Joan of Arc: Siege & the Sword (deutsch etwa: Johanna von Orléans, Belagerung und das Schwert) ist ein Computerspiel von Brøderbund, das dem Spieler die Möglichkeit gibt, auf Seiten der Franzosen den Hundertjährigen Krieg gegen die Engländer nachzuspielen. Neben militärischen Handlungen sind auch z. B. Diplomatie, Finanzen und innere Aufstände Elemente des Spiels.

## Hintergrund
Der Spieler schlüpft in die Rolle des Karls VII. Dieser hatte sich als französischer König proklamieren lassen, seine Legitimität war aber umstritten. Er konnte sich nicht – wie es üblich gewesen wäre – in Reims zum König krönen lassen, weil die Stadt in der Hand der Engländer war. Zu der Zeit, von der das Spiel handelt, war die Lage für Karl VII. militärisch desolat. Die Engländer hatten weite Teile Frankreichs besetzt.
Als Intro führt ein Blick in ein mehrseitiges Geschichtsbuch in diese Zusammenhänge ein, die im Spiel historisch durchaus korrekt dargestellt werden. Der geschichtlichen Wahrheit wird insoweit Vorrang vor dem Gameplay eingeräumt, als Jeanne d' Arc in jedem Fall am 30. Mai 1431 auf dem Marktplatz von Rouen verbrannt wird, selbst dann, wenn der Spieler die Stadt schon erobert hat.

## Spielbeginn
Die Grundhandlung, nämlich der Hundertjährige Krieg, legt fest, dass es zwei Seiten gibt – Franzosen und die gegnerischen Engländer, die teilweise einheimische Verbündete haben. Das Spiel beginnt im Mai 1429 mit dem Auftauchen Jeanne d'Arcs. Zu diesem Zeitpunkt sind die Optionen des Spielers auf das Militärische begrenzt. Es gilt, eine kleine Armee unter dem Befehl von Jeanne d’Arc zusammenzustellen und mit dieser Orléans zu befreien. Anschließend sollte Reims erobert werden, damit die Krönung Karls VII. stattfinden kann. Nur wenn dies gelingt, stehen weitere Optionen zur Verfügung.
Da zunächst nur eine Armee zur Verfügung steht, kann lediglich diese bewegt werden.
Das „Spielfeld“ besteht aus einer Karte von Frankreich, die hinsichtlich ihres Stils an einen mittelalterlichen Wandteppich erinnert. Dies ist die Grundansicht des Spiels, von wo aus alles Weitere veranlasst wird. Die Karte ist in die Provinzen Frankreichs eingeteilt. In den Provinzen gibt es eine oder mehrere befestigte Städte, die es, soweit sie sich in der Hand des Feindes befinden, zu erobern gilt. Eigene Städte können indes von feindlichen Armeen belagert werden, sodass sie verteidigt werden müssen. Die Karte hat drei Anzeigemodi: den strategisch-militärischen Modus, die Wetterkarte und die „Beliebtheitskarte“. Letztere zeigt die Zufriedenheit der Bevölkerung mit dem König an. Sinkt diese zu weit ab, brechen Aufstände aus, die in Steuerausfällen münden. Hier muss entweder die Politik geändert (etwa: die Steuern gesenkt) werden oder die Rädelsführer sind hinzurichten, was zu einer Beruhigung, aber auch zu einer Eskalation der Lage führen kann: sind zu viele Provinzen in die Aufstände verwickelt, wird der König möglicherweise ermordet.

## Handlung
Ziel des Spiels ist es zunächst Orléans und Reims zu befreien, sodann alle Armeen des Gegners zu vernichten und alle seine Provinzen und Burgen zu erobern.
Jeder Seite kann eine Vielzahl von Armeen unterstehen. Jede Armee untersteht einer historischen Persönlichkeit. Armeen können Schwertkämpfer, Bogenschützen, Kavallerie und Artillerie enthalten. Die Größe einer Armee ist für den Gegner intransparent, kann aber mittels Spionage in Erfahrung gebracht werden.
Eine Armee kann sich nur in eine Nachbarprovinz bewegen, also in eine solche, die mit dem bisherigen Standort eine gemeinsame Grenze hat. Pro Runde ist nur eine solche Bewegung pro Armee möglich.

### Schlachten
Wird eine Armee in eine Provinz verlegt, in der sich eine feindliche Armee befindet, kommt es in der Regel zur Schlacht. Dann kämpft die Armee des Spielers auf einem zweidimensionalen Schlachtfeld, das aber nur eindimensional genutzt werden kann, von links nach rechts, die des Gegners von rechts nach links. Die Schüsse der Artillerie und der Bogenschützen werden durch Mausklick ausgelöst. Die Bogenschützen schießen immer gleich weit, sie müssen also (mittels Mausklicks auf Pfeilbuttons) an die richtige Position manövriert werden. Die Schussweite der Artillerie kann mit Pfeilbuttons gesteuert werden. Kavallerie und Schwertkämpfer kämpfen automatisch bei Feindkontakt. Sie sind dann natürlich den Angriffen des Gegners ausgesetzt. Es gilt, mittels Artillerie und Bogenschützen möglichst viele gegnerische Kämpfer aus der sicheren Distanz heraus zu töten. Wer gewinnt, hängt von den Zahlenverhältnissen und der Geschicklichkeit des Spielers ab. Aber auch der Zufall spielt eine Rolle. In manchen Fällen wird der Anführer der geschlagenen Armee gefangen genommen. Solange ihm nicht die Flucht gelingt, kann er hingerichtet werden. Oder es wird ein Lösegeld für ihn bezahlt.

### Burgen
Provinzen können mehrere Burgen aufweisen, die je eine Stadt schützen. Um sie zu erobern, ist zweierlei nötig. Zunächst muss ein einzelner angreifender Kämpfer unter Beschuss mit Pfeilen einen Verteidiger mit dem Schwert besiegen, um die Zugbrücke sichern und das Tor betreten zu können. Falls er getötet wird, kann ein weiterer Kämpfer folgen, wenn die angreifende Armee groß genug ist. Anschließend muss die innere Mauer überwunden werden. Dafür stehen drei Leitern zur Verfügung. An einer davon muss ein einzelner Kämpfer hochklettern. Schafft er dies, kann er die Verteidiger ausschalten. Diese können versuchen, den Angreifer mit Steinen zu erschlagen (wogegen er sich mit seinem Schild schützen kann) oder mit siedendem Pech zu verbrühen (wogegen nur ein Sprung auf eine Nachbarleiter Rettung verspricht). Gelingt der Aufstieg, fällt die Burg in die Hände der Angreifer. Ansonsten wird die angreifende Armee erheblich geschwächt.

### Staatskasse
Eine Provinz, die in der eigenen Hand ist, zahlt Steuern und steht für Aushebungen zur Verfügung, solange sie nicht revoltiert. Die Steuern fließen in die Staatskasse, wo sie insbesondere für die Aufstellung von Armeen verwendet werden.
Aber auch Diplomaten und Spione werden aus der Staatskasse bezahlt.

### Wetter
Gelegentlich wird eine Provinz von einem Unwetter heimgesucht. Dort befindliche Armeen sind in dieser Runde bewegungsunfähig. Unwetter können auch Ernteausfälle und damit Einnahmeverluste und Aufstände mitverursachen.

### Diplomatie
Diplomaten können Verhandlungen mit dem Gegner führen. Hierzu bedient sich der Herrscher einer historischen Persönlichkeit, die dafür zu bezahlen ist. Die Persönlichkeit trägt das Risiko, bei dieser Gelegenheit eingekerkert und womöglich hingerichtet zu werden. Andererseits kann sie etwa die Freilassung eines gefangenen Heerführers gegen Lösegeld erreichen, wodurch sich die eigene Kriegskasse beträchtlich auffüllen lässt.

## Produktionsnotizen
Das Spiel wurde 1989 für den IBM-kompatible PC, für Commodore Amiga und Atari ST entwickelt und herausgebracht.